# Schroederichthys saurisqualus
Schroederichthys saurisqualus és una espècie de peix de la família dels esciliorrínids i de l'ordre dels carcariniformes.

## Morfologia
- Els mascles poden assolir 58,2 cm de longitud total.[5]

## Hàbitat
És un peix marí que viu entre 122-435 m de fondària.

## Distribució geogràfica
Es troba al sud del Brasil.